# Valenzuela
Valenzuela – miasto na Filipinach, w prowincji Metro Manila. W 2010 roku liczyło 575 356 mieszkańców.

## Miasta partnerskie
- Bucheon, Korea Południowa